# Baskerville
Baskerville er en serif skrifttype tegnet i 1757 af John Baskerville (1706–1775) i Birmingham i England. Baskerville er klassificeret som en overgangsskrifttype mellem antikva-skrifttyper udviklet af William Caslon og de moderne typer udviklet af Giambattista Bodoni og Firmin Didot.
Baskerville skrifttype er resultatet af John Baskervilles ønske om at forbedre William Caslons skrifttyper. Han forøgede kontrasten mellem de tykke og tynde linjer, gjorde serifferne mere kantede og rettede aksen i de runde bogstaver op i en mere lodret position. De bugtede linjer er mere cirkulære i deres form og bogstaverne blev mere symmetriske. Ændringerne gav en større sammenhæng i bogstavernes størrelse og form. 
Baskerville udgav i 1757 sit første tryk, Virgils samlede værker, der var trykt med den nye skrifttype.